# Material circulante no Metropolitano de Londres 1992

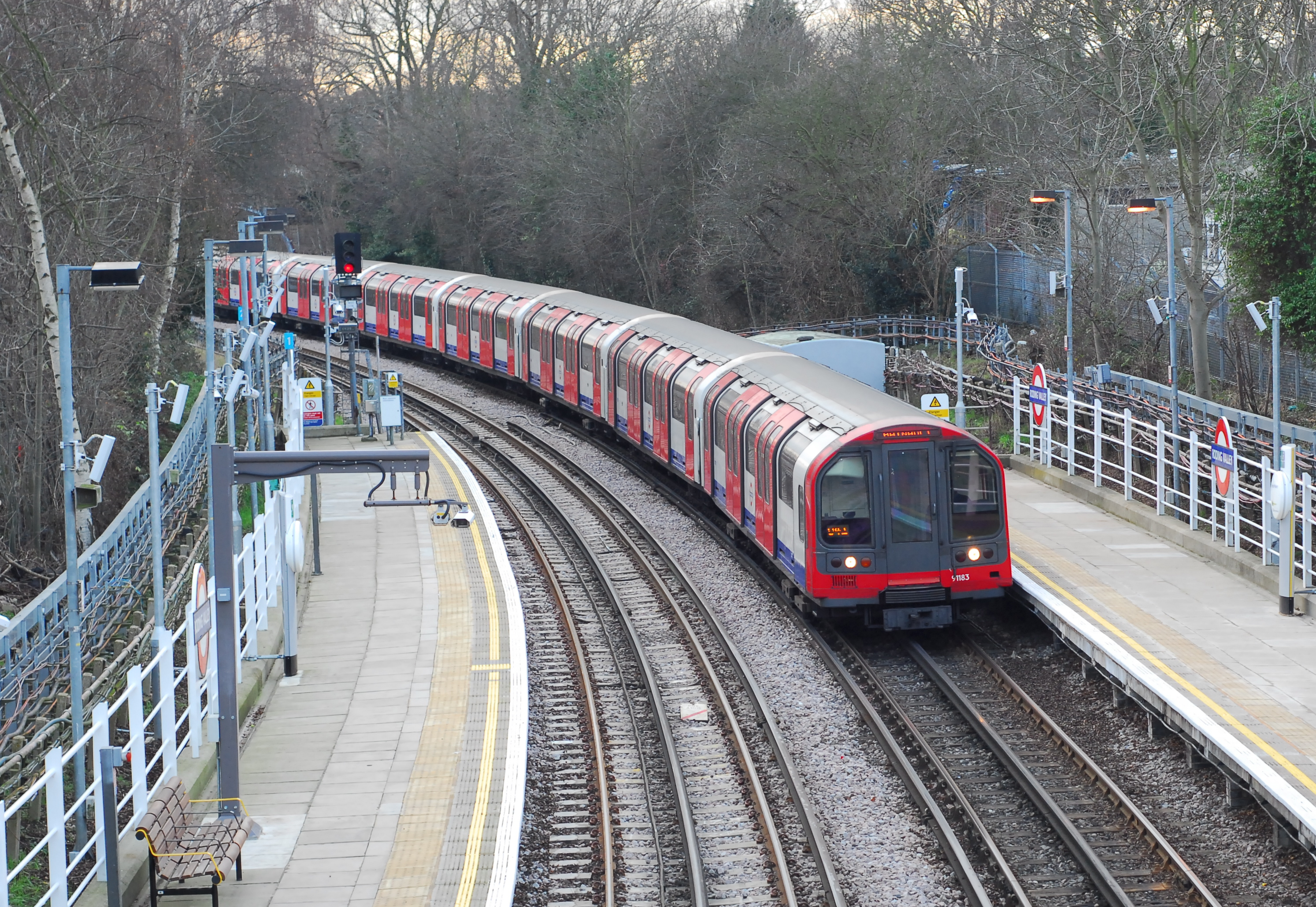
Carruagem de 1992

O Material circulante no Metropolitano de Londres 1992 foi posto ao serviço no Metropolitano de Londres em 1993, e continua ao serviço na Central line e Waterloo & City line até hoje.